# 賢島駅

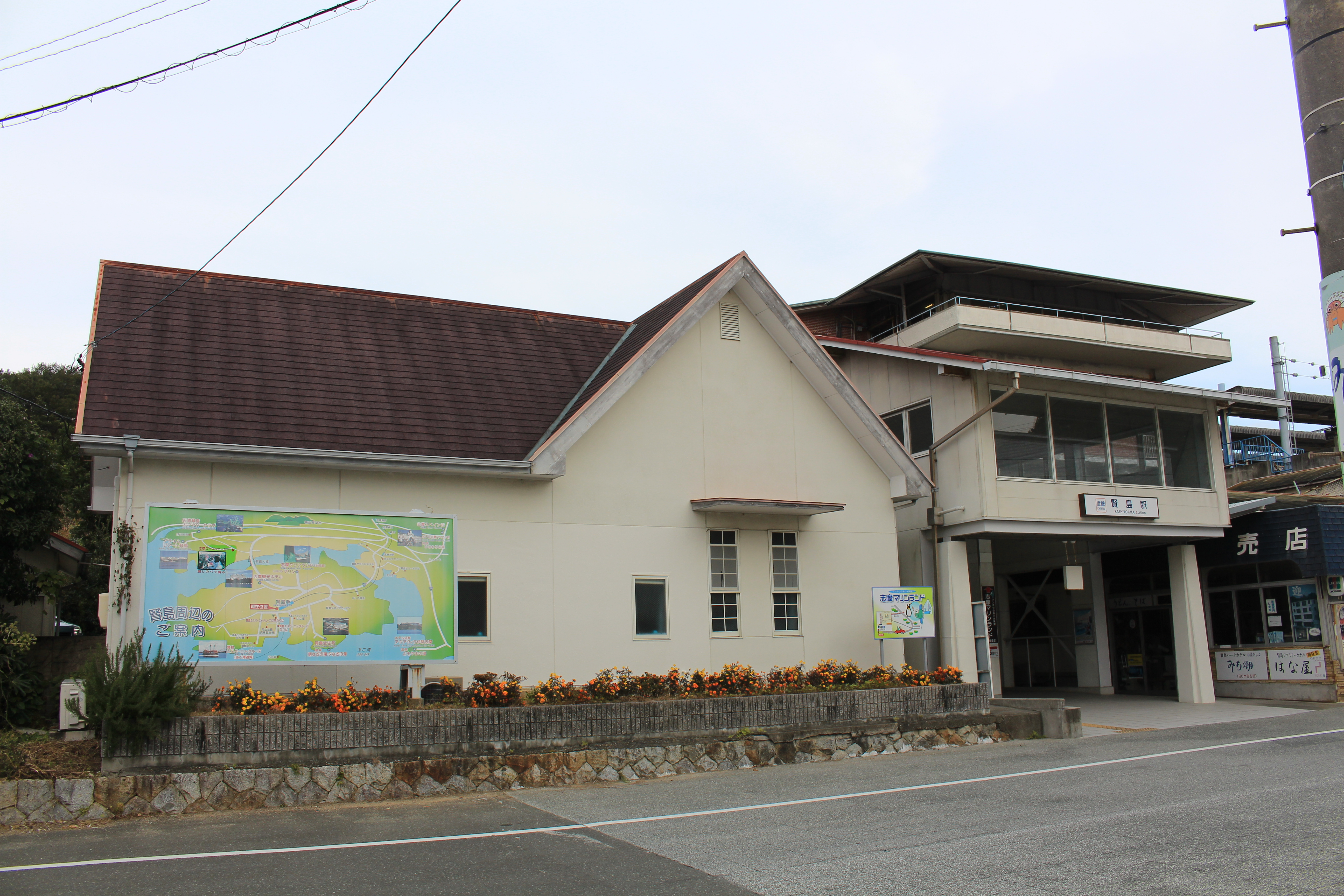
南口（2014年12月）

賢島駅（かしこじまえき）は、三重県志摩市阿児町神明にある近畿日本鉄道（近鉄）志摩線の駅。同線の終点である。駅番号はM93。
英虞湾に浮かぶ賢島の中央部に位置する。本州と賢島の距離はおよそ20メートルである。

## 歴史
当駅は志摩電気鉄道の路線計画には入っていなかった。着工直前までは2つ手前の鵜方浜（鵜方駅）を終点とする計画であったが、目黒蒲田電鉄幹部に「参宮客を英虞湾まで誘致しなければ利益が見込めない」と指摘され、重役会議で英虞湾岸のかしこ島の真珠港駅まで延長することとなった。当時のかしこ島は真珠養殖場はあるものの無人島であったが、鉄道駅開設を祝し土地が寄付されたことから観光地としての開発が始まり、「賢島」と漢字表記されるようになった。開発目標は、賢島を「海の軽井沢」とすることであった。

### 年表
- 1929年（昭和4年）7月23日：志摩電気鉄道の鳥羽 - 真珠港間開通時に開業[8]。
- 1944年（昭和19年）2月11日：志摩電気鉄道ほか6社が合併、三重交通が発足し同社志摩線の駅となる[8][9]。
- 1964年（昭和39年）2月1日：三重交通の鉄道事業が三重電気鉄道に分離譲渡され、同社の駅となる[8]。
- 1965年（昭和40年）4月1日：近畿日本鉄道との合併により同社の駅となる[8]。
- 1969年（昭和44年）
  - 7月1日：当駅 - 真珠港間廃止[8]。これにより終着駅となる[2]。
  - 12月10日：志摩線の鳥羽 - 当駅間が改良工事のため営業休止[8]。
- 1970年（昭和45年）3月1日：志摩線の標準軌への改軌完成[8]。特急ホーム使用開始。村野藤吾が設計した[10] 現行駅舎が完成[3]。
- 1990年（平成2年）12月8日：志摩神明 - 当駅間が複線化[11]。
- 1993年（平成5年）9月21日：特急ホームを1面2線から3面4線に増強、旧2・3番のりばを降車ホームに転用。同時に志摩電気鉄道開業当時からの普通列車ホーム（旧1番のりば）を廃止し、北側に新設した特急ホームと同フロアの新ホーム（5番のりば）を使用開始[1]。賢島車庫を廃止し[2]、創業当時からの旧駅舎の一般利用を停止[3]。
- 1994年（平成6年）3月15日：駅改良工事完成[11]。
- 2007年（平成19年）4月1日：PiTaPa使用開始[12]。
- 2009年（平成21年）11月21日：志摩マリンランドのフンボルトペンギンの「志摩ちゃん」が特別駅長に就任[13]。
- 2012年（平成24年）6月24日：「志摩ちゃん」が特別駅長を退任[13]。
- 2014年（平成26年）3月22日：阪神三宮駅（現在の神戸三宮駅） - 当駅間で臨時特急の運行を開始[14]。
- 2016年（平成28年）5月21日 - 5月28日：第42回先進国首脳会議（伊勢志摩サミット）の開催に伴い、当駅 - 鵜方駅間が運休[15]（電車自体は折り返しのため、当駅まで回送扱いで乗り入れた[16]）し、外務省によるシャトルバスが運行された[17]。当駅への乗車は外務省発行の識別IDカードが必要であった[18]。構内のコンビニエンスストアは島民やサミット関係者向けに通常通り営業が行われた[16]。
- 2017年（平成29年）5月26日：駅舎2階に伊勢志摩サミット記念館開館[19][20]。

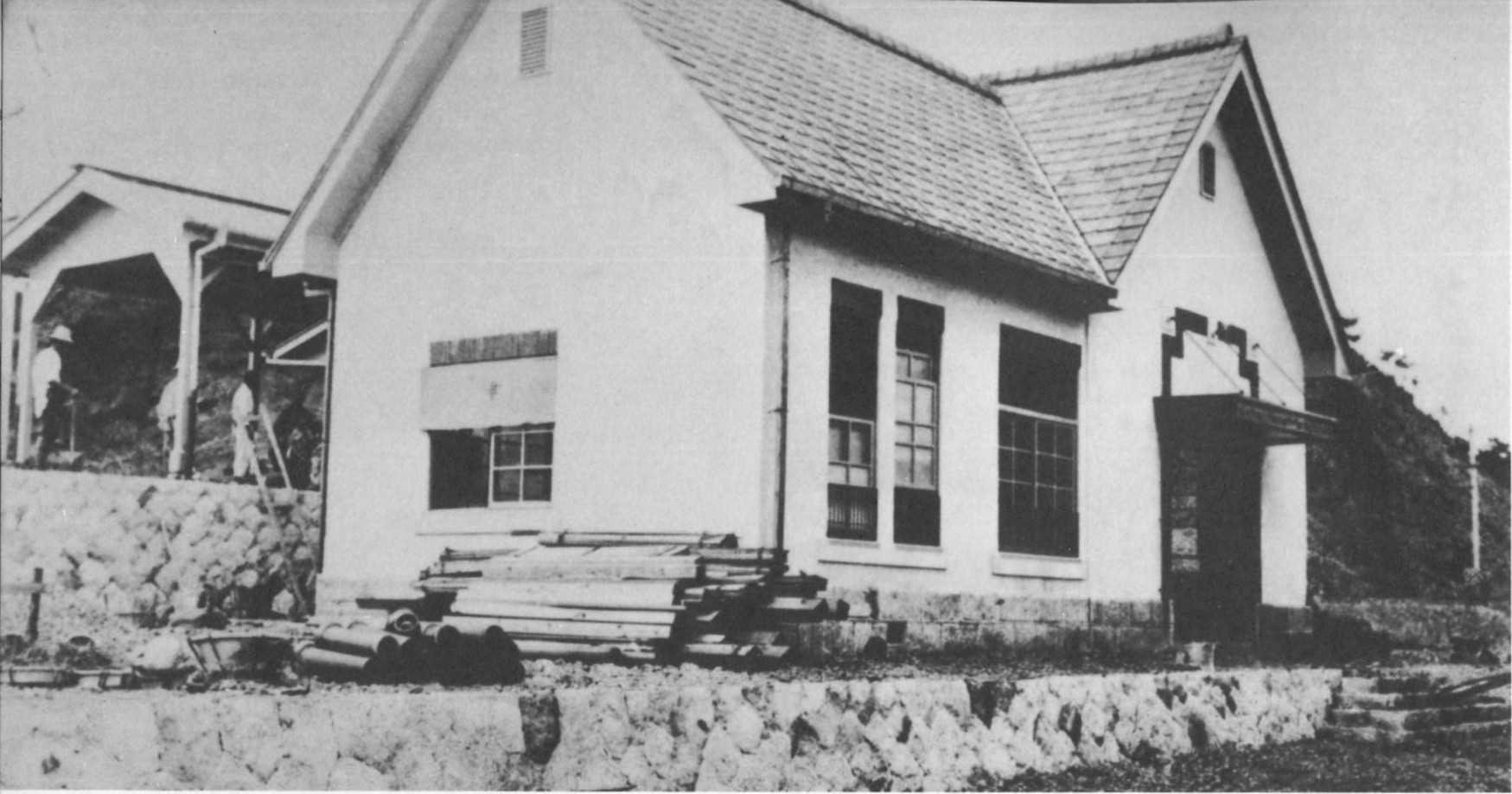
開業直前の賢島駅
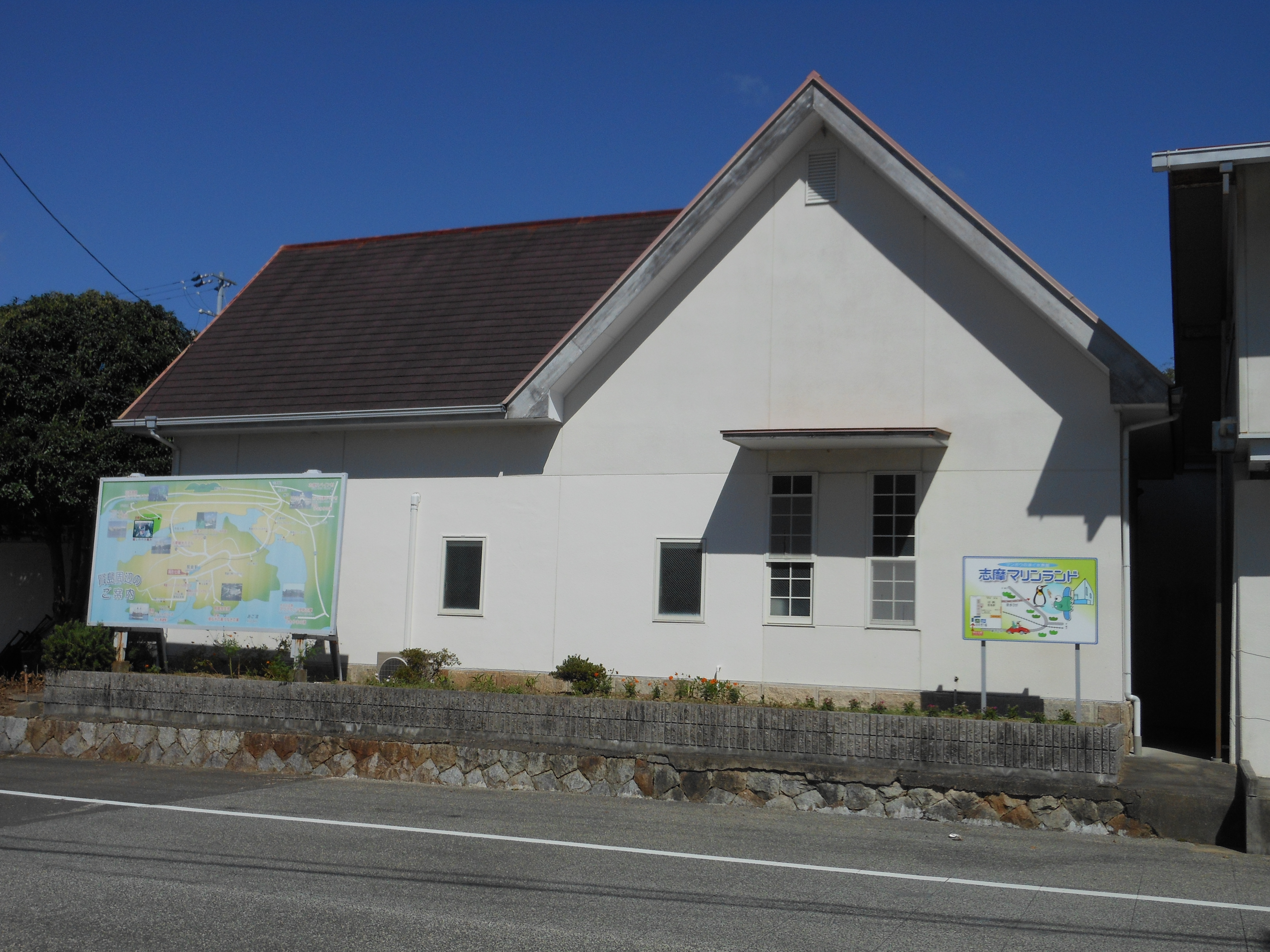
現存する旧駅舎（2015年9月）。1993年に一般利用を停止し、乗務員詰所となった[3]。
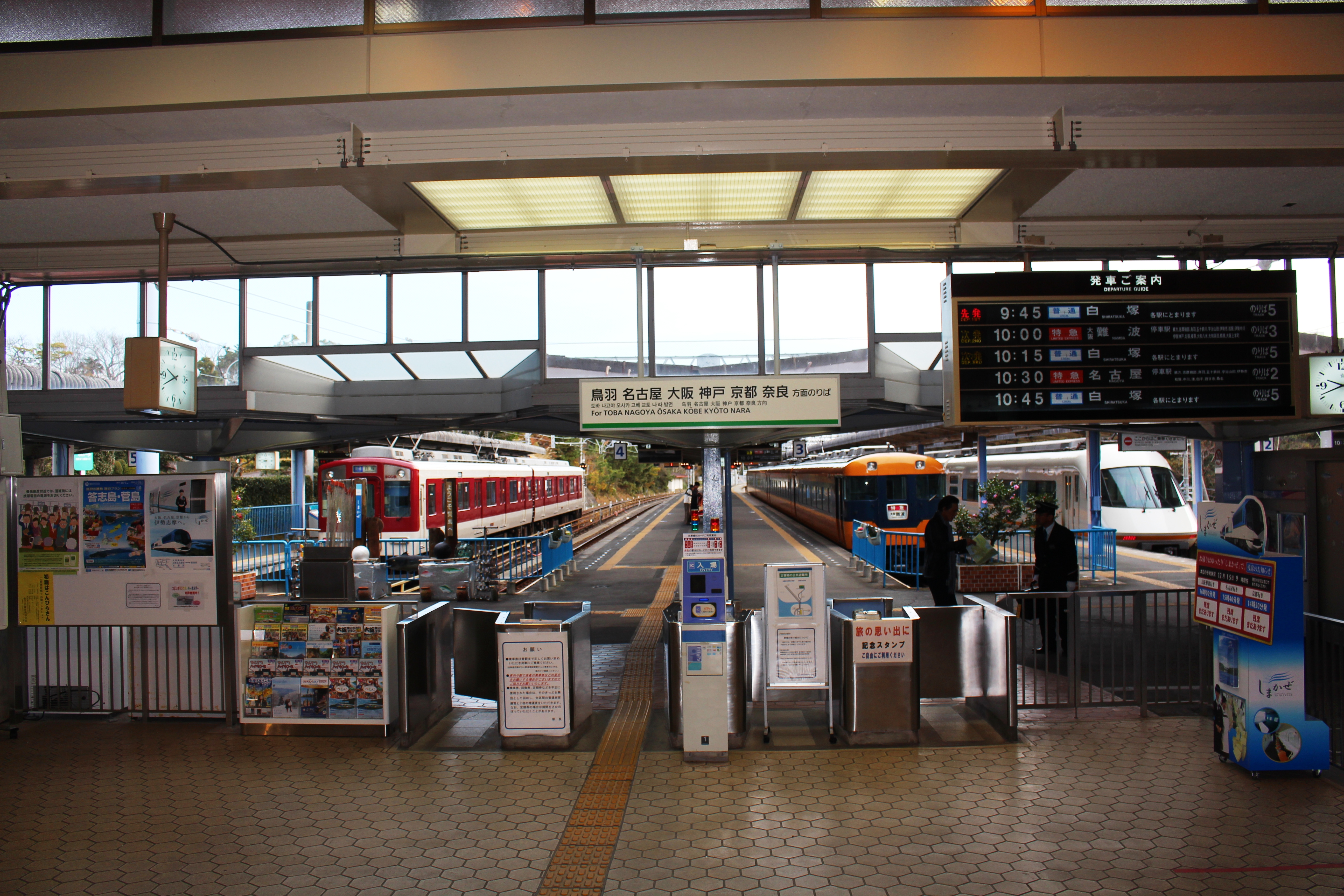
改札口とホーム（自動改札機導入前）

## 駅構造
頭端式ホーム4面5線を持つ地上駅。1993年まで留置線（賢島車庫）があったが廃止されている。現行駅舎は村野藤吾が設計した。もともと特急車両の車内サービスなどでワゴンを出し入れするなど物の移動も考慮されており、プラットホームからバス・タクシーのりばなどのある北出口までほとんど階段などの段差がなく車椅子などでも容易に乗降できる構造になっている。ただし1フロア下の賢島港側南出口へは階段と上りエスカレータによって結ばれており、車椅子利用の場合は駅員に申し出ると迂回路にて案内される。
鳥羽駅管理の終日有人駅で、PiTaPa・ICOCA対応の自動改札機および自動精算機（回数券カードおよびICカードのチャージに対応）が設置されている。なお、ICカード導入当初は窓口対応、後に簡易改札機による対応であった。特急券は窓口で購入可能であるが、定期券の取り扱いは実施されていない。
駅舎には1階にファミリーマート（2013年6月開店）、2階にはカフェ併設の伊勢志摩サミット記念館「サミエール」（2017年5月開館）がある。かつては2階には喫茶店（賢島宝生苑の経営する軽食堂「ラ・ペルル賢島店」）などがあった。

### のりば
ホーム有効長は1 - 4番のりばは8両、5番のりばは2両となっている。特急や4両編成以上の臨時列車や団体列車は1 - 4番のりば、普通列車は基本的に5番のりばから発着する。かつては現在の降車ホームが旧2・3番のりばで、普通列車は南口駅舎の西隣に現存する志摩電気鉄道時代からの駅舎に隣接した、特急用ホームより1階分低い（傾斜地なので両方とも地上）普通列車用ホーム（旧1番のりば）より発着していたが、1993年以降は特急用ホームの北側に新設された、特急用ホームと同じ高さにあるホームを使用している。またこの改修の際に、旧1番線の敷地を利用して高架線上の新1・2番のりばが造られている。

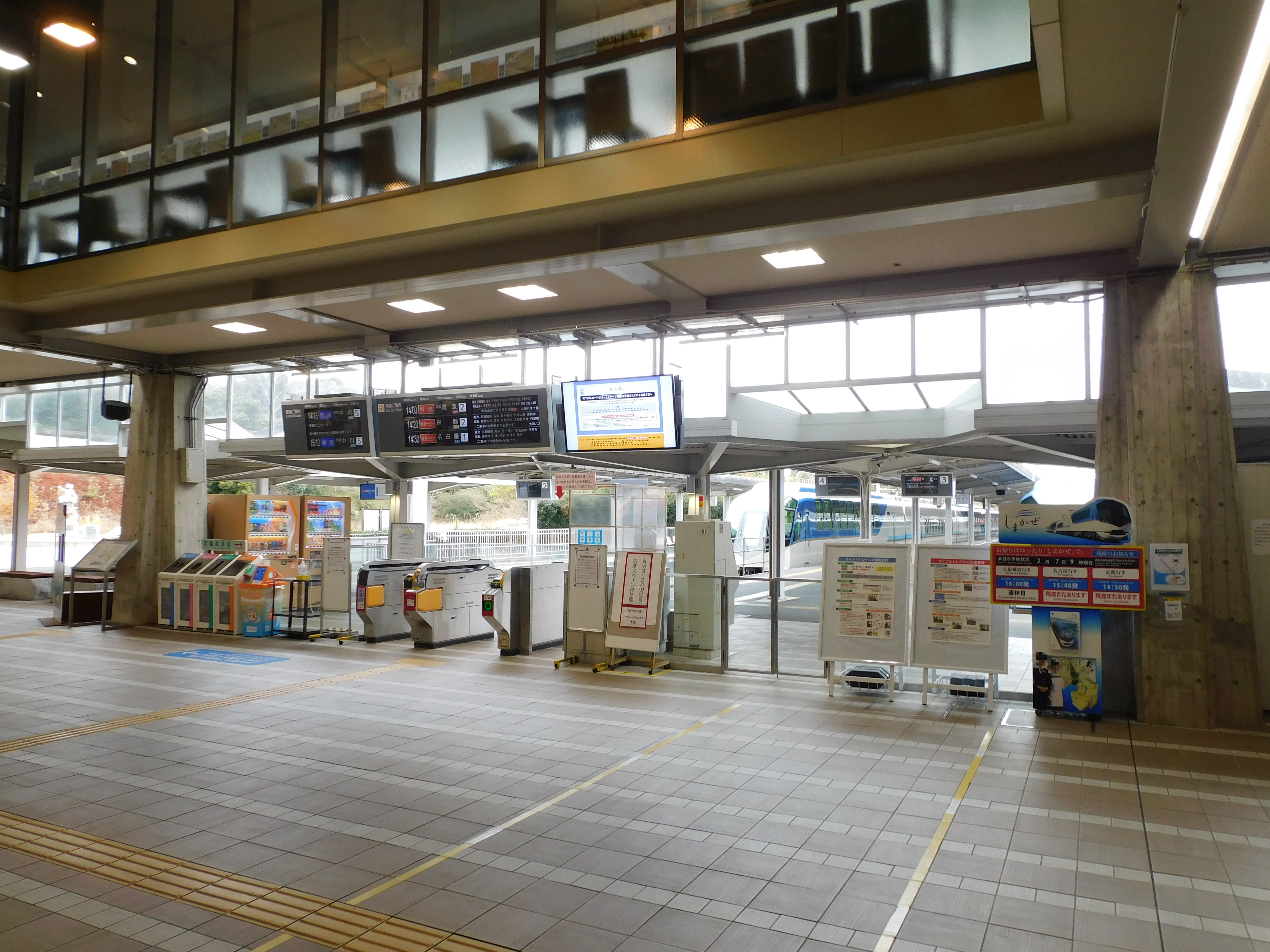
改札口（2023年2月）
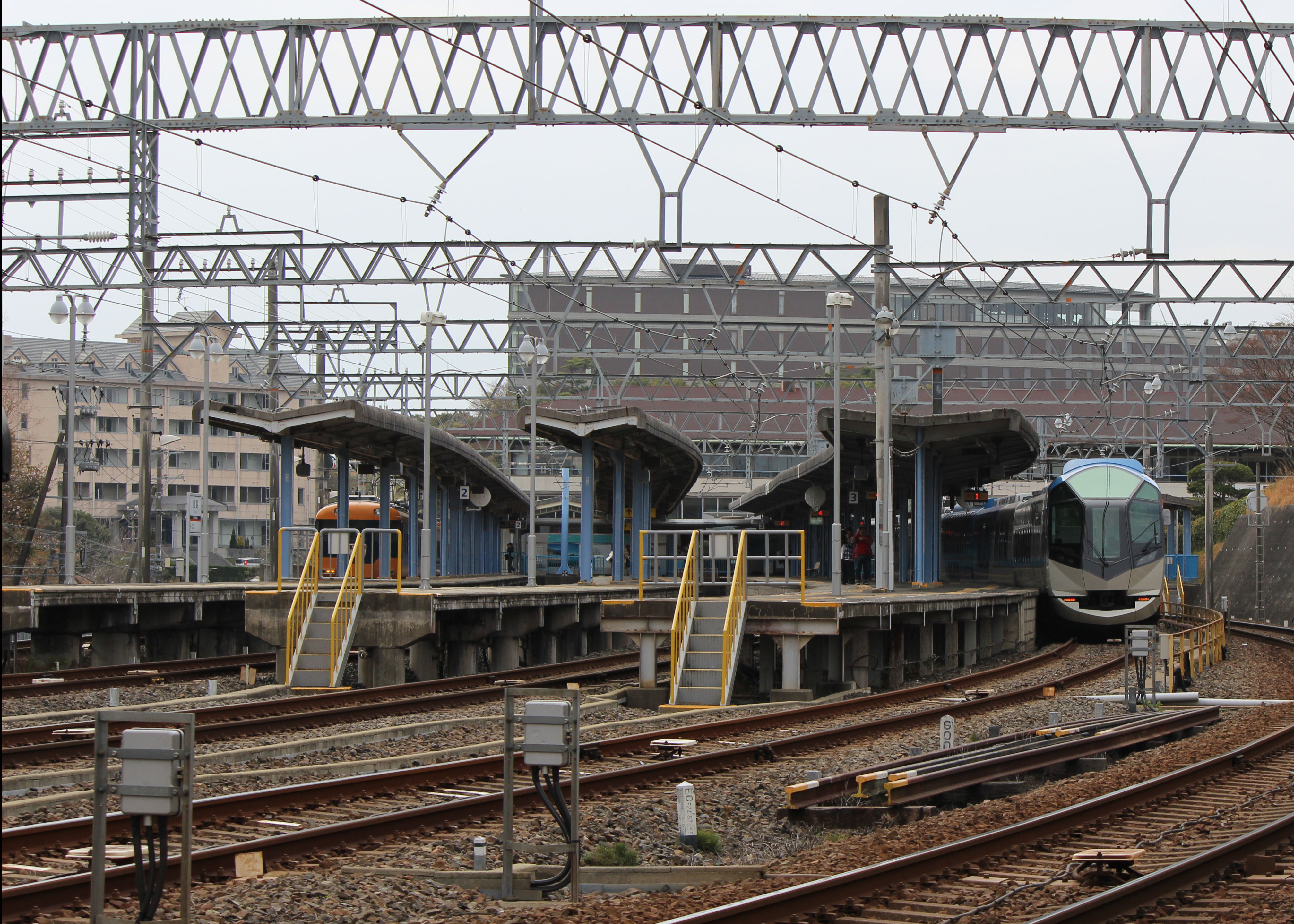
構内（2014年2月）

| のりば                 | 路線     | 行先                                           |
| ---------------------- | -------- | ---------------------------------------------- |
| 1・2                   | M 志摩線 | 伊勢中川・白塚・近鉄名古屋・大阪難波・京都方面 |
| 2・3番のりば降車ホーム |          |                                                |
| 3・4・5                | M 志摩線 | 伊勢中川・白塚・近鉄名古屋・大阪難波・京都方面 |

- 1・4・5番のりばには降車ホームがない[27]。

- 改札口（2023年2月）
- 構内（2014年2月）

## 利用状況
「三重県統計書」によると、近年の1日平均乗車人員は以下の通り。
| 年度   | 1日平均 乗車人員 |
| ------ | ---------------- |
| 1997年 | 1,075            |
| 1998年 | 912              |
| 1999年 | 810              |
| 2000年 | 866              |
| 2001年 | 854              |
| 2002年 | 881              |
| 2003年 | 887              |
| 2004年 | 894              |
| 2005年 | 875              |
| 2006年 | 849              |
| 2007年 | 821              |
| 2008年 | 846              |
| 2009年 | 773              |
| 2010年 | 735              |
| 2011年 | 730              |
| 2012年 | 769              |
| 2013年 | 908              |
| 2014年 | 885              |
| 2015年 | 920              |
| 2016年 | 859              |
| 2017年 | 826              |
| 2018年 | 800              |
| 2019年 | 730              |
| 2020年 | 552              |
| 2021年 | 514              |
| 2022年 | 627              |
| 2023年 | 641              |

利用者はほとんどが観光客である。賢島駅の利用状況の変遷を下表に示す。
- 輸送実績（乗車人員）の単位は人であり、年度での総計値を示す。年度間の比較に適したデータである。
- 乗降人員調査結果は任意の1日における値（単位：人）である[30]。調査日の天候・行事等の要因によって変動が大きいので年度間の比較には注意を要する[31]。
- 表中、最高値を赤色で、最高値を記録した年度以降の最低値を青色で、最高値を記録した年度以前の最低値を緑色で表記している。

| 年度別利用状況（賢島駅） | 年度別利用状況（賢島駅）            | 年度別利用状況（賢島駅）            | 年度別利用状況（賢島駅）            | 年度別利用状況（賢島駅）            | 年度別利用状況（賢島駅） | 年度別利用状況（賢島駅） | 年度別利用状況（賢島駅）           |
| 年度                     | 当駅分輸送実績（乗車人員）：人/年度 | 当駅分輸送実績（乗車人員）：人/年度 | 当駅分輸送実績（乗車人員）：人/年度 | 当駅分輸送実績（乗車人員）：人/年度 | 乗降人員調査結果：人/日  | 乗降人員調査結果：人/日  | 特記事項                           |
| ------------------------ | ----------------------------------- | ----------------------------------- | ----------------------------------- | ----------------------------------- | ------------------------ | ------------------------ | ---------------------------------- |
| 年度                     | 通勤定期                            | 通学定期                            | 定期外                              | 合 計                               | 調査日                   | 調査結果                 | 特記事項                           |
| 1958年（昭和33年）       | 152,126                             | ←←←←                                | 176,018                             | 328,144                             |                          |                          |                                    |
| 1959年（昭和34年）       |                                     | ←←←←                                |                                     |                                     |                          |                          |                                    |
| 1960年（昭和35年）       |                                     | ←←←←                                |                                     |                                     |                          |                          |                                    |
| 1961年（昭和36年）       |                                     | ←←←←                                |                                     |                                     |                          |                          |                                    |
| 1962年（昭和37年）       |                                     | ←←←←                                |                                     |                                     |                          |                          |                                    |
| 1963年（昭和38年）       |                                     | ←←←←                                |                                     |                                     |                          |                          |                                    |
| 1964年（昭和39年）       |                                     | ←←←←                                |                                     |                                     |                          |                          |                                    |
| 1965年（昭和40年）       | 110,730                             | ←←←←                                | 213,892                             | 324,622                             |                          |                          |                                    |
| 1966年（昭和41年）       | 90,930                              | ←←←←                                | 112,754                             | 203,684                             |                          |                          |                                    |
| 1967年（昭和42年）       | 90,480                              | ←←←←                                | 102,527                             | 193,007                             |                          |                          |                                    |
| 1968年（昭和43年）       | 66,870                              | ←←←←                                | 103,145                             | 170,015                             |                          |                          |                                    |
| 1969年（昭和44年）       | 48,540                              | ←←←←                                | 140,592                             | 189,132                             |                          |                          | 改良工事のため営業休止（バス代行） |
| 1970年（昭和45年）       | 87,090                              | ←←←←                                | 423,758                             | 510,848                             |                          |                          | 標準軌化し営業再開                 |
| 1971年（昭和46年）       | 95,820                              | ←←←←                                | 382,296                             | 478,116                             |                          |                          |                                    |
| 1972年（昭和47年）       | 94,410                              | ←←←←                                | 407,046                             | 501,456                             |                          |                          |                                    |
| 1973年（昭和48年）       | 89,370                              | ←←←←                                | 492,588                             | 581,958                             |                          |                          |                                    |
| 1974年（昭和49年）       | 89,190                              | ←←←←                                | 503,170                             | 592,360                             |                          |                          |                                    |
| 1975年（昭和50年）       | 82,620                              | ←←←←                                | 453,413                             | 536,033                             |                          |                          |                                    |
| 1976年（昭和51年）       | 80,820                              | ←←←←                                | 444,527                             | 525,347                             |                          |                          |                                    |
| 1977年（昭和52年）       | 70,680                              | ←←←←                                | 446,169                             | 516,849                             |                          |                          |                                    |
| 1978年（昭和53年）       | 71,910                              | ←←←←                                | 426,714                             | 498,624                             |                          |                          |                                    |
| 1979年（昭和54年）       | 72,450                              | ←←←←                                | 450,010                             | 522,460                             |                          |                          |                                    |
| 1980年（昭和55年）       | 71,880                              | ←←←←                                | 427,928                             | 499,808                             |                          |                          |                                    |
| 1981年（昭和56年）       | 73,170                              | ←←←←                                | 415,313                             | 488,483                             |                          |                          |                                    |
| 1982年（昭和57年）       | 67,080                              | ←←←←                                | 395,937                             | 463,017                             | 11月16日                 | 1,905                    |                                    |
| 1983年（昭和58年）       | 67,950                              | ←←←←                                | 387,340                             | 455,290                             | 11月8日                  | 2,123                    |                                    |
| 1984年（昭和59年）       | 63,660                              | ←←←←                                | 373,759                             | 437,419                             | 11月6日                  | 2,003                    |                                    |
| 1985年（昭和60年）       | 65,580                              | ←←←←                                | 375,655                             | 441,235                             | 11月12日                 | 1,540                    |                                    |
| 1986年（昭和61年）       | 65,550                              | ←←←←                                | 372,658                             | 438,208                             | 11月11日                 | 1,331                    |                                    |
| 1987年（昭和62年）       | 59,100                              | ←←←←                                | 353,129                             | 412,229                             | 11月10日                 | 1,616                    |                                    |
| 1988年（昭和63年）       | 56,770                              | ←←←←                                | 345,149                             | 401,849                             | 11月8日                  | 1,559                    |                                    |
| 1989年（平成元年）       | 51,060                              | ←←←←                                | 357,707                             | 408,767                             | 11月14日                 | 1,659                    |                                    |
| 1990年（平成2年）        | 60,390                              | ←←←←                                | 391,619                             | 452,009                             | 11月6日                  | 1,817                    |                                    |
| 1991年（平成3年）        | 73,200                              | ←←←←                                | 408,871                             | 482,071                             |                          |                          |                                    |
| 1992年（平成4年）        | 79,260                              | ←←←←                                | 387,492                             | 466,752                             | 11月10日                 | 2,349                    |                                    |
| 1993年（平成5年）        | 73,950                              | ←←←←                                | 367,971                             | 441,921                             |                          |                          |                                    |
| 1994年（平成6年）        | 83,460                              | ←←←←                                | 382,929                             | 466,389                             |                          |                          |                                    |
| 1995年（平成7年）        | 94,290                              | ←←←←                                | 342,065                             | 436,355                             | 12月5日                  | 1,078                    |                                    |
| 1996年（平成8年）        | 92,820                              | ←←←←                                | 325,425                             | 418,245                             |                          |                          |                                    |
| 1997年（平成9年）        | 95,760                              | ←←←←                                | 296,508                             | 392,268                             |                          |                          |                                    |
| 1998年（平成10年）       | 84,180                              | ←←←←                                | 248,601                             | 332,781                             |                          |                          |                                    |
| 1999年（平成11年）       | 80,880                              | ←←←←                                | 215,521                             | 296,401                             |                          |                          |                                    |
| 2000年（平成12年）       | 97,290                              | ←←←←                                | 218,869                             | 316,159                             |                          |                          |                                    |
| 2001年（平成13年）       | 105,210                             | ←←←←                                | 206,509                             | 311,719                             |                          |                          |                                    |
| 2002年（平成14年）       | 121,560                             | ←←←←                                | 200,158                             | 321,718                             |                          |                          |                                    |
| 2003年（平成15年）       | 139,140                             | ←←←←                                | 185,604                             | 324,744                             |                          |                          |                                    |
| 2004年（平成16年）       | 164,010                             | ←←←←                                | 162,203                             | 326,213                             |                          |                          |                                    |
| 2005年（平成17年）       | 166,860                             | ←←←←                                | 152,497                             | 319,357                             | 11月8日                  | 1,141                    |                                    |
| 2006年（平成18年）       | 153,600                             | ←←←←                                | 156,271                             | 309,871                             |                          |                          |                                    |
| 2007年（平成19年）       | 137,820                             | ←←←←                                | 162,672                             | 300,492                             |                          |                          |                                    |
| 2008年（平成20年）       | 138,060                             | ←←←←                                | 170,734                             | 308,794                             | 11月18日                 | 993                      |                                    |
| 2009年（平成21年）       | 129,150                             | ←←←←                                | 153,064                             | 282,214                             |                          |                          |                                    |
| 2010年（平成22年）       | 130,890                             | ←←←←                                | 137,555                             | 268,445                             | 11月9日                  | 931                      |                                    |
| 2011年（平成23年）       | 130,800                             | ←←←←                                | 136,347                             | 267,147                             |                          |                          |                                    |
| 2012年（平成24年）       | 128,610                             | ←←←←                                | 151,999                             | 280,609                             | 11月13日                 | 863                      |                                    |
| 2013年（平成25年）       | 135,660                             | ←←←←                                | 195,735                             | 331,395                             |                          |                          |                                    |
| 2014年（平成26年）       | 123,630                             | ←←←←                                | 199,488                             | 323,118                             |                          |                          |                                    |
| 2015年（平成27年）       | 121,410                             | ←←←←                                | 215,137                             | 336,547                             | 11月10日                 | 1,197                    |                                    |
| 2016年（平成28年）       | 117,150                             | ←←←←                                | 196,522                             | 313,672                             |                          |                          | 伊勢志摩サミット                   |
| 2017年（平成29年）       | 108,150                             | ←←←←                                | 193,446                             | 301,596                             |                          |                          | 伊勢志摩サミット記念館開館         |
| 2018年（平成30年）       |                                     | ←←←←                                |                                     |                                     | 11月13日                 | 1,125                    |                                    |
| 2019年（令和元年）       |                                     | ←←←←                                |                                     |                                     |                          |                          |                                    |
| 2020年（令和2年）        |                                     | ←←←←                                |                                     |                                     |                          |                          |                                    |
| 2021年（令和3年）        |                                     | ←←←←                                |                                     |                                     | 11月9日                  | 668                      |                                    |
| 2022年（令和4年）        |                                     | ←←←←                                |                                     |                                     | 11月8日                  | 1,010                    |                                    |
| 2023年（令和5年）        |                                     | ←←←←                                |                                     |                                     | 11月7日                  | 1,070                    |                                    |

## 駅周辺
北口
- 志摩観光ホテル
- 代々木高等学校志摩本校
  - インターネットによる通信制高校。賢島宝生苑のうち閉鎖となった旧賢島別館を借りて、2005年に開校[32]。伊勢志摩インターネット高校特区を利用した株式会社立学校で、本部は東京にある。
- 三重県道17号浜島阿児線終点

南口
- 賢島宝生苑
- 阿児賢島郵便局
- 賢島港
  - 賢島エスパーニャクルーズ（英虞湾めぐり観光船）、前島半島航路（志摩マリンレジャー運航）
- 円山公園
- 国道167号・国道260号起点

### バス路線
駅前（北口）にバス乗り場があり、三重交通による志摩スペイン村（休園時運休）や伊勢神宮への路線が運行している。このほかホテルや旅館の送迎バスが多く発着している。

## 特別駅長「志摩ちゃん」
2009年（平成21年）11月に賢島駅の近くにある志摩マリンランドの雌のフンボルトペンギン「志摩ちゃん」が特別駅長に就任した。志摩ちゃんは、近鉄志摩線の活性化を目的に駅長となり、1年間で20日、駅長帽とワイシャツの襟つきのネクタイ姿で改札に立った。2001年（平成13年）5月4日生まれである。
2010年（平成22年）11月21日には、就任1周年記念式典が賢島駅で開かれ、感謝状とアジ1年分（約220kg）が送られた。同式典では、動物駅長の「先輩」である和歌山電鐵貴志駅のたま駅長から祝電が届いた。また、同日は、鳥羽 - 賢島間の「ペンギン列車」に乗務し、他のペンギン3羽とともに近鉄電車車内を行進した。翌年の2011年（平成23年）の5月29日にはコンコースに「ペンギン駅長室」が設置され、同年11月20日には志摩市の観光特使に就任した。
以上のように活躍を続けてきた志摩ちゃんであったが、2012年（平成24年）6月24日の「出勤」をもって任期満了により退任することが、同年7月30日に近鉄から発表された。その後2014年（平成26年）3月22日に産卵のトラブルにより死亡した。12歳没。人間年齢に換算すると40 - 50代であった。

## その他
- 近鉄では最南端の駅である（最東端と最北端は近鉄名古屋駅、最西端は大阪難波駅）。
- 1969年7月に廃止された真珠港貨物駅の跡は、その後も長い間留置線（賢島車庫）として使われ、かつての名残をとどめていた[2]。上記の普通列車ホーム廃止に際して撤去され、その姿を消した[2]。線路跡は長らく雑草が生い茂っていた[38]が、現在は駐車場となった[2]。
- 2012年末、もしくは2013年春を目標に当駅から阪神神戸三宮駅までの特急列車を運行する計画があると報道され、2014年3月22日に実現した[14]。
- 当駅の駅ナンバリング「93」は近鉄で最も大きい数字であり、これは京都線京都駅の駅ナンバリング「B01」から続く番号である[注釈 1]。

## 隣の駅
近畿日本鉄道
M 志摩線
- □特急発着駅

■普通
志摩神明駅 (M92) - 賢島駅 (M93)

### かつて存在した路線
近畿日本鉄道
志摩線（廃止区間）
賢島駅 - 真珠港駅